# Biéville-Beuville
Biéville-Beuville is een gemeente in het Franse departement Calvados (regio Normandië). De plaats maakt deel uit van het arrondissement Caen. 1 januari 2022 3.855 inwoners.
De kerken van Biéville en Beuville zijn beide gebouwd in romaanse stijl.

## Geschiedenis
Zowel Biéville als Beuville waren heerlijkheden tijdens het ancien régime. Beuville had meer aanzien dan Biéville, dat bestond uit verspreid liggende percelen en ook viel onder het koninklijk domein. Het protestantisme vond in de 16e eeuw wortel in deze streek.
Tot 1972 vormden Biéville en Beuville twee aparte gemeenten. In dat jaar werden de gemeenten met elkaar geassocieerd en kregen ze één gemeentebestuur. In 1982 volgde de fusie.

## Geografie
De oppervlakte van Biéville-Beuville bedroeg op 1 januari 2022 11,15 vierkante kilometer; de bevolkingsdichtheid was toen 345,7 inwoners per km².
De onderstaande kaart toont de ligging van Biéville-Beuville met de belangrijkste infrastructuur en aangrenzende gemeenten.

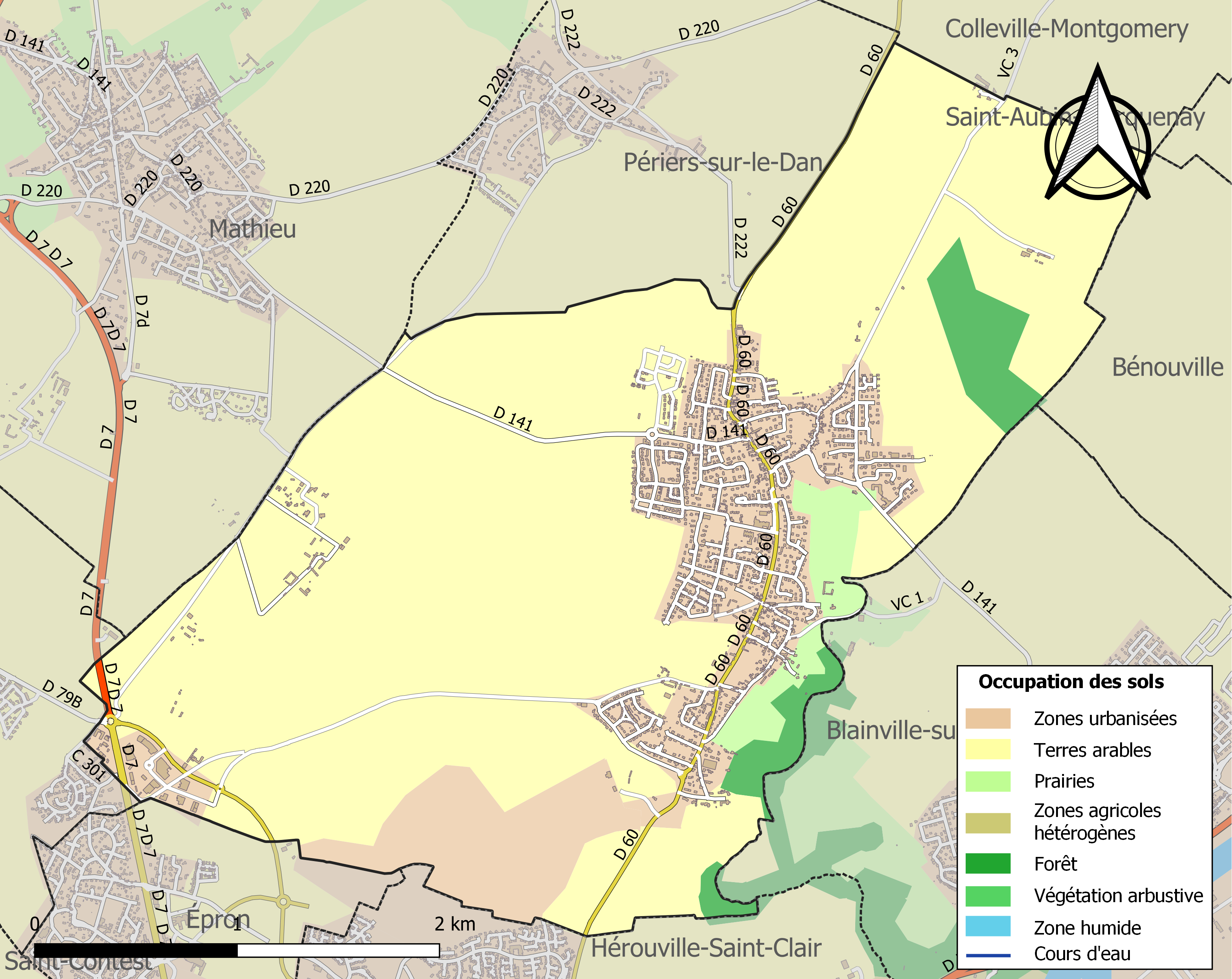

## Demografie
Onderstaande figuur toont het verloop van het inwonertal (bron: INSEE-tellingen).

Vanwege een beveiligingsprobleem met de MediaWiki Graph-software is het momenteel niet mogelijk deze grafiek weer te geven. Zodra de software is bijgewerkt zal de grafiek vanzelf weer zichtbaar worden.

## Afbeeldingen

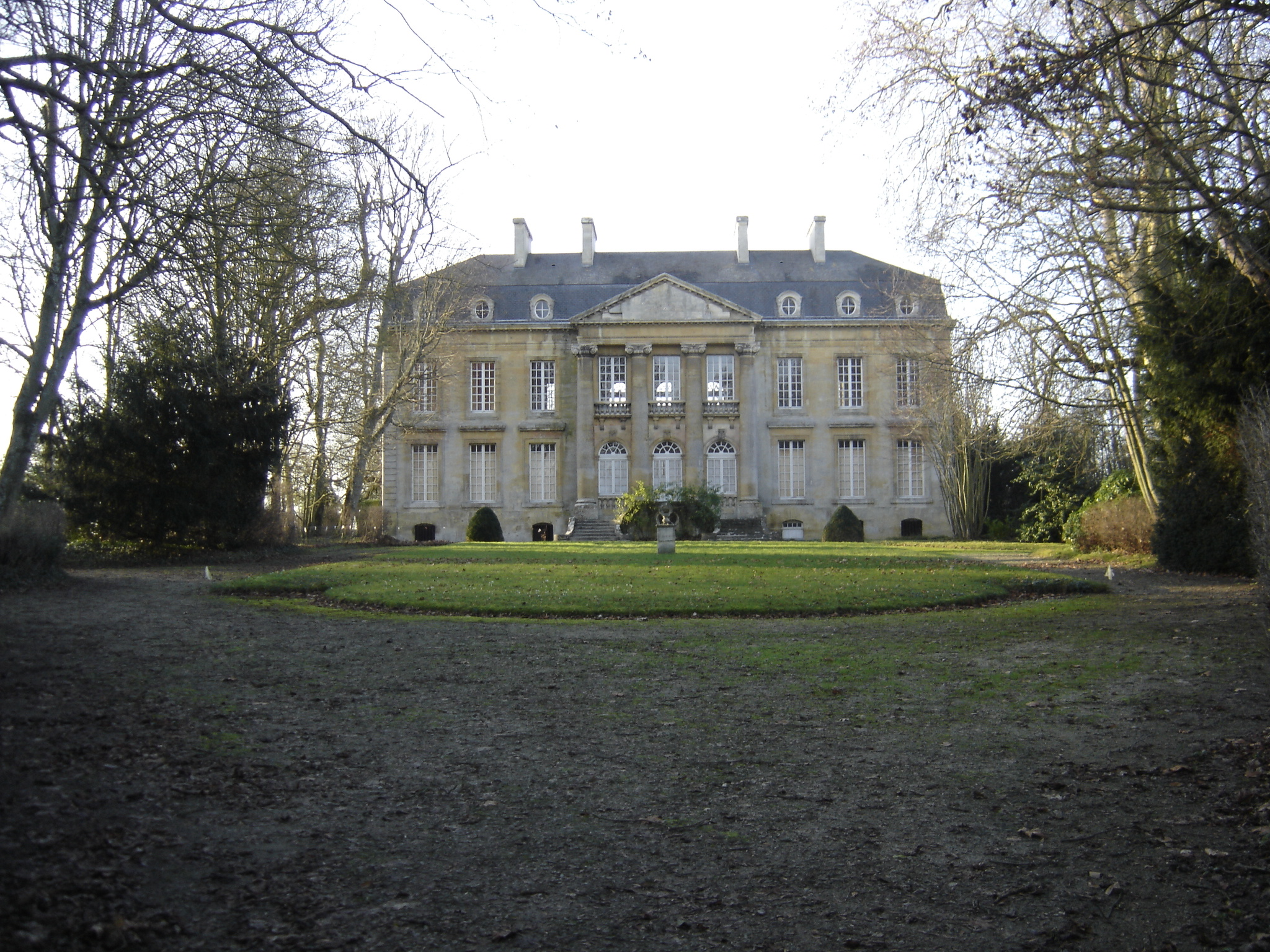
Kasteel van Biéville
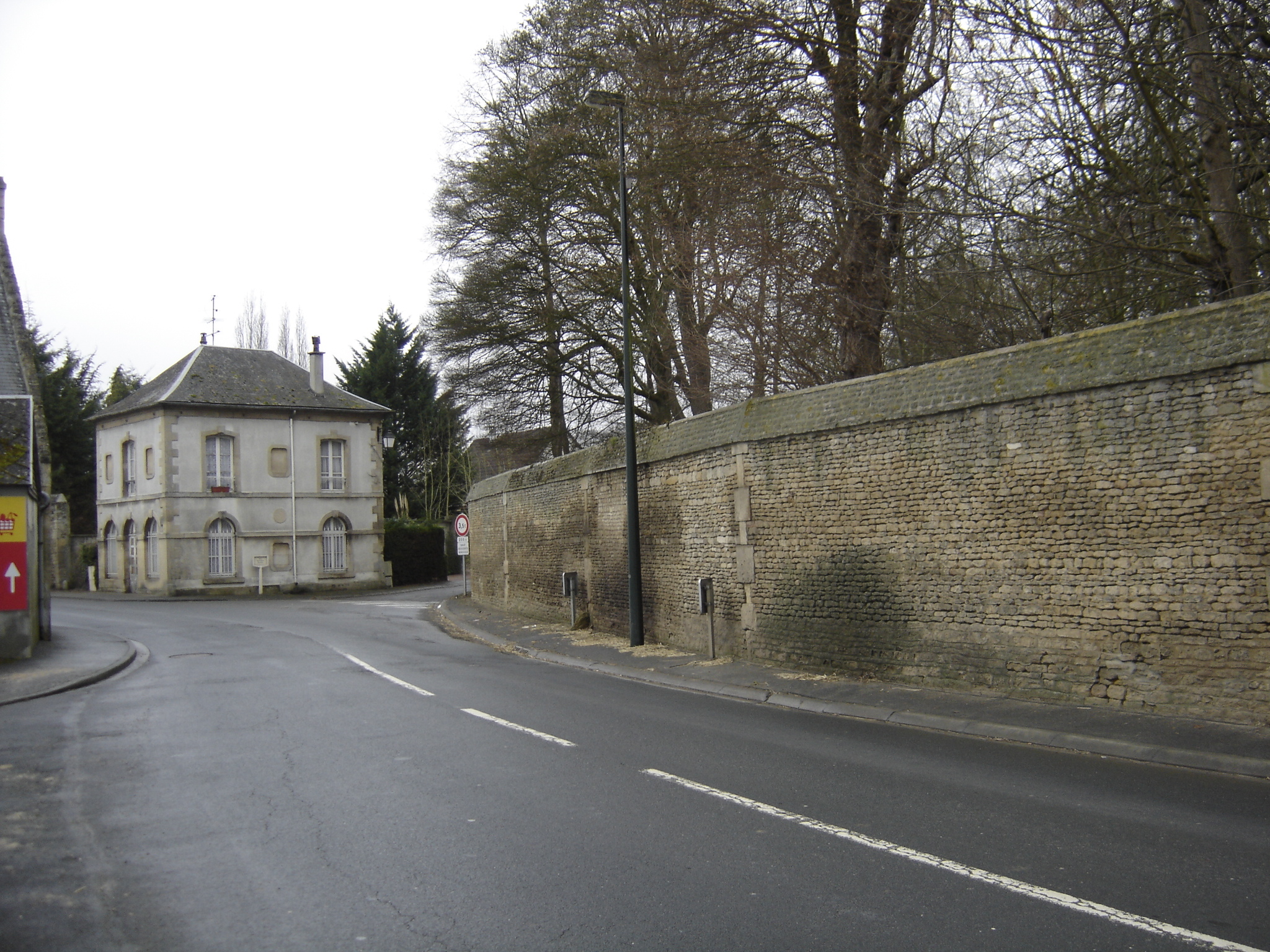
Voormalig gemeentehuis van Biévile
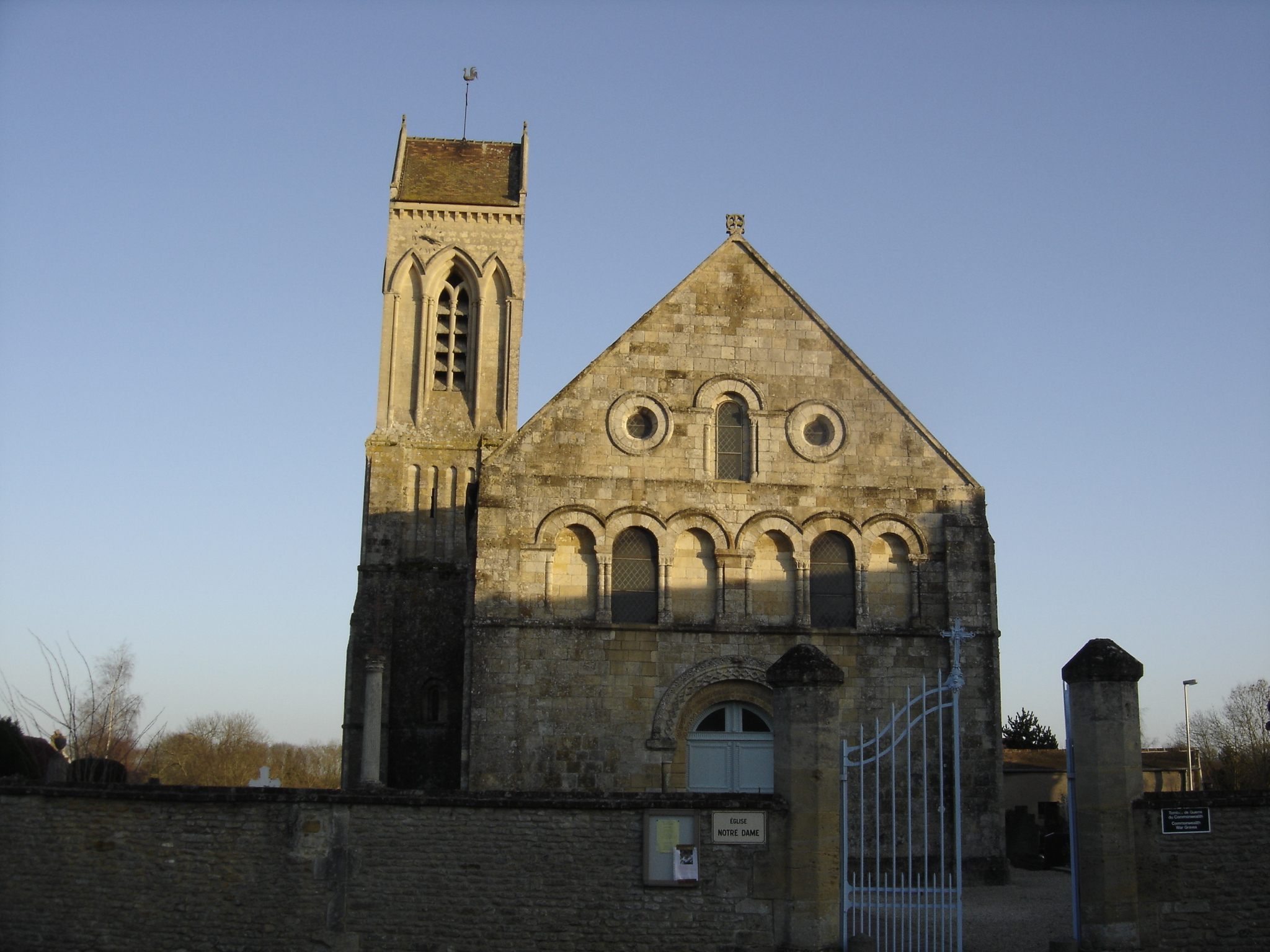
Kerk Notre-Dame van Biéville
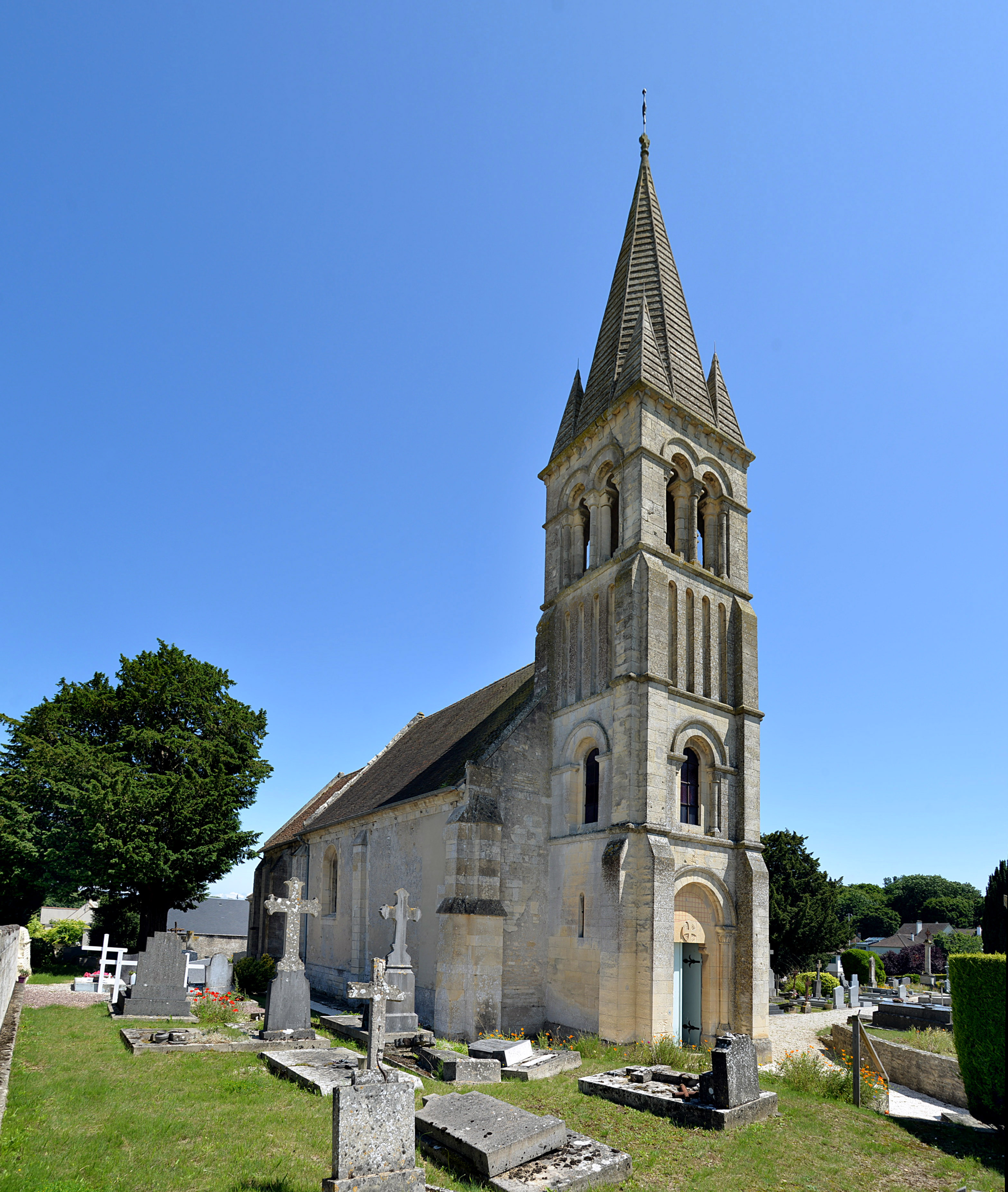
Kerk Saint-Pierre van Beuville
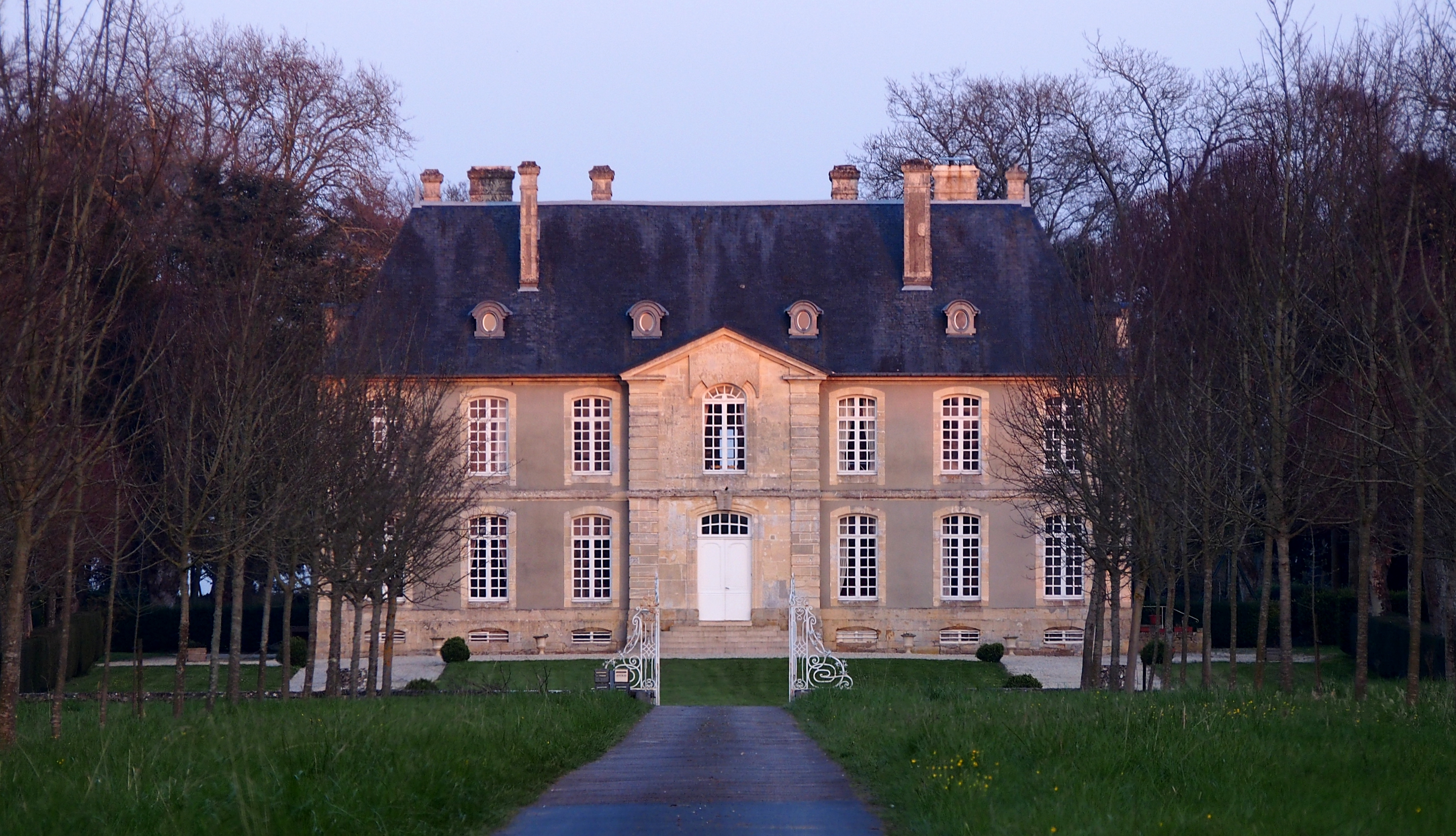
Kasteel van La Londe